# Club Deportivo Iruña
Club Deportivo Iruña Voley, ou GH Ecay Leadernet, est un club espagnol de volley-ball, section du club omnisports du Club Deportivo Iruña, fondé en 2007 et basé à Pampelune qui évolue pour la saison 2014-2015 en Superliga Femenina.

## Palmarès
- Championnat d'Espagne
  - Finaliste : 2014, 2015.
- Copa de la Reina
  - Finaliste : 2015, 2016.
- Supercoupe d'Espagne
  - Finaliste : 2015.

## Effectifs

### Saison 2014-2015
Entraîneur :  José María Rodríguez